# Coupe Davis 1947
Pour un article plus général, voir Coupe Davis.
Navigation
Édition précédente Édition suivante
La Coupe Davis 1947 est la 36e édition de ce tournoi de tennis professionnel masculin par nations. Les rencontres se déroulent du 2 mai au 1er septembre dans différents lieux.
Les États-Unis (tenants du titre) remporte leur 14e saladier d'argent grâce à leur victoire lors du "Challenge Round" face à l'Australie (finaliste sortante) par quatre victoires à une.

## Contexte
Le tournoi se déroule au préalable dans les tours préliminaires de la "Zone Europe". Un total de 23 nations participent à la compétition :
- 2 dans la "Zone Amérique",
- 20 dans la "Zone Europe" (incluant l'Afrique),
- plus les États-Unis ayant remporté l'édition précédente, ainsi qualifiés pour le "Challenge round".

## Déroulement du tournoi
Les États-Unis remportent un 14e titre grâce à leur victoire dans le Challenge Round face à l'Australie à Forest Hills.
Les Américains alignent la même équipe que l'année précédente tandis que chez les Australiens, Colin Long remplace Adrian Quist en double.
En finale interzone, l'Australie bat la Tchécoslovaquie de Jaroslav Drobný à Montréal.

## Résultats

### Tableau du top 16 mondial
|  | Huitièmes de finale Plusieurs dates                                                  | Huitièmes de finale Plusieurs dates                                                  |                                                       |                                         | Quarts de finale Plusieurs dates                            | Quarts de finale Plusieurs dates                            |  |  | Demi-finales Plusieurs dates                              | Demi-finales Plusieurs dates                              |  |  | Finale du tout venant 14 - 16 août       | Finale du tout venant 14 - 16 août       |
|  | Huitièmes de finale Plusieurs dates                                                  | Huitièmes de finale Plusieurs dates                                                  |                                                       |                                         | Quarts de finale Plusieurs dates                            | Quarts de finale Plusieurs dates                            |  |  | Demi-finales Plusieurs dates                              | Demi-finales Plusieurs dates                              |  |  | Finale du tout venant 14 - 16 août       | Finale du tout venant 14 - 16 août       |
|  |                                                                                      |                                                                                      |                                                       |                                         |                                                             |                                                             |  |  |                                                           |                                                           |  |  |                                          |                                          |
|  | Quart de finale Europe (30 mai - 1er juin) Scarborough, Grande-Bretagne (gazon ext.) | Quart de finale Europe (30 mai - 1er juin) Scarborough, Grande-Bretagne (gazon ext.) |                                                       |                                         | Demi-finale Europe (13 - 15 juin) Zagreb, Yougoslavie (???) | Demi-finale Europe (13 - 15 juin) Zagreb, Yougoslavie (???) |  |  | Finale Europe (13 - 15 juillet) Zagreb, Yougoslavie (???) | Finale Europe (13 - 15 juillet) Zagreb, Yougoslavie (???) |  |  | Inter-zone Montréal, Canada (gazon ext.) | Inter-zone Montréal, Canada (gazon ext.) |
|  | Quart de finale Europe (30 mai - 1er juin) Scarborough, Grande-Bretagne (gazon ext.) | Quart de finale Europe (30 mai - 1er juin) Scarborough, Grande-Bretagne (gazon ext.) |                                                       |                                         | Demi-finale Europe (13 - 15 juin) Zagreb, Yougoslavie (???) | Demi-finale Europe (13 - 15 juin) Zagreb, Yougoslavie (???) |  |  | Finale Europe (13 - 15 juillet) Zagreb, Yougoslavie (???) | Finale Europe (13 - 15 juillet) Zagreb, Yougoslavie (???) |  |  | Inter-zone Montréal, Canada (gazon ext.) | Inter-zone Montréal, Canada (gazon ext.) |
|  | Grande-Bretagne                                                                      | 1                                                                                    |                                                       |                                         | Demi-finale Europe (13 - 15 juin) Zagreb, Yougoslavie (???) | Demi-finale Europe (13 - 15 juin) Zagreb, Yougoslavie (???) |  |  | Finale Europe (13 - 15 juillet) Zagreb, Yougoslavie (???) | Finale Europe (13 - 15 juillet) Zagreb, Yougoslavie (???) |  |  | Inter-zone Montréal, Canada (gazon ext.) | Inter-zone Montréal, Canada (gazon ext.) |
|  | Grande-Bretagne                                                                      | 1                                                                                    |                                                       |                                         | Demi-finale Europe (13 - 15 juin) Zagreb, Yougoslavie (???) | Demi-finale Europe (13 - 15 juin) Zagreb, Yougoslavie (???) |  |  | Finale Europe (13 - 15 juillet) Zagreb, Yougoslavie (???) | Finale Europe (13 - 15 juillet) Zagreb, Yougoslavie (???) |  |  | Inter-zone Montréal, Canada (gazon ext.) | Inter-zone Montréal, Canada (gazon ext.) |
|  | Afrique du Sud                                                                       | 4                                                                                    |                                                       |                                         | Demi-finale Europe (13 - 15 juin) Zagreb, Yougoslavie (???) | Demi-finale Europe (13 - 15 juin) Zagreb, Yougoslavie (???) |  |  | Finale Europe (13 - 15 juillet) Zagreb, Yougoslavie (???) | Finale Europe (13 - 15 juillet) Zagreb, Yougoslavie (???) |  |  | Inter-zone Montréal, Canada (gazon ext.) | Inter-zone Montréal, Canada (gazon ext.) |
|  | Afrique du Sud                                                                       | 4                                                                                    | Afrique du Sud                                        | 2                                       |                                                             |                                                             |  |  | Finale Europe (13 - 15 juillet) Zagreb, Yougoslavie (???) | Finale Europe (13 - 15 juillet) Zagreb, Yougoslavie (???) |  |  | Inter-zone Montréal, Canada (gazon ext.) | Inter-zone Montréal, Canada (gazon ext.) |
|  | Quart de finale Europe (30 mai - 1er juin) Bruxelles, Belgique (???)                 |                                                                                      | Afrique du Sud                                        | 2                                       |                                                             |                                                             |  |  | Finale Europe (13 - 15 juillet) Zagreb, Yougoslavie (???) | Finale Europe (13 - 15 juillet) Zagreb, Yougoslavie (???) |  |  | Inter-zone Montréal, Canada (gazon ext.) | Inter-zone Montréal, Canada (gazon ext.) |
|  |                                                                                      | Yougoslavie                                                                          | 3                                                     |                                         |                                                             |                                                             |  |  | Finale Europe (13 - 15 juillet) Zagreb, Yougoslavie (???) | Finale Europe (13 - 15 juillet) Zagreb, Yougoslavie (???) |  |  | Inter-zone Montréal, Canada (gazon ext.) | Inter-zone Montréal, Canada (gazon ext.) |
|  | Yougoslavie                                                                          | Yougoslavie                                                                          | 3                                                     | 4                                       |                                                             |                                                             |  |  | Finale Europe (13 - 15 juillet) Zagreb, Yougoslavie (???) | Finale Europe (13 - 15 juillet) Zagreb, Yougoslavie (???) |  |  | Inter-zone Montréal, Canada (gazon ext.) | Inter-zone Montréal, Canada (gazon ext.) |
|  | Yougoslavie                                                                          | Demi-finale Europe (14 - 16 juin) Prague, Tchécoslovaquie (???)                      |                                                       | 4                                       |                                                             |                                                             |  |  | Finale Europe (13 - 15 juillet) Zagreb, Yougoslavie (???) | Finale Europe (13 - 15 juillet) Zagreb, Yougoslavie (???) |  |  | Inter-zone Montréal, Canada (gazon ext.) | Inter-zone Montréal, Canada (gazon ext.) |
|  | Belgique                                                                             | 1                                                                                    |                                                       |                                         |                                                             |                                                             |  |  | Finale Europe (13 - 15 juillet) Zagreb, Yougoslavie (???) | Finale Europe (13 - 15 juillet) Zagreb, Yougoslavie (???) |  |  | Inter-zone Montréal, Canada (gazon ext.) | Inter-zone Montréal, Canada (gazon ext.) |
|  | Belgique                                                                             | 1                                                                                    | Yougoslavie                                           | 0                                       |                                                             |                                                             |  |  |                                                           |                                                           |  |  | Inter-zone Montréal, Canada (gazon ext.) | Inter-zone Montréal, Canada (gazon ext.) |
|  | Quart de finale Europe (30 mai - 1er juin) Prague, Tchécoslovaquie (???)             |                                                                                      | Yougoslavie                                           | 0                                       |                                                             |                                                             |  |  |                                                           |                                                           |  |  | Inter-zone Montréal, Canada (gazon ext.) | Inter-zone Montréal, Canada (gazon ext.) |
|  |                                                                                      | Tchécoslovaquie                                                                      | 4                                                     |                                         |                                                             |                                                             |  |  |                                                           |                                                           |  |  | Inter-zone Montréal, Canada (gazon ext.) | Inter-zone Montréal, Canada (gazon ext.) |
|  | Tchécoslovaquie                                                                      | Tchécoslovaquie                                                                      | 4                                                     | 5                                       |                                                             |                                                             |  |  |                                                           |                                                           |  |  | Inter-zone Montréal, Canada (gazon ext.) | Inter-zone Montréal, Canada (gazon ext.) |
|  | Tchécoslovaquie                                                                      | Finale Amériques (8 - 10 août) Montréal, Canada (gazon ext.)                         |                                                       | 5                                       |                                                             |                                                             |  |  |                                                           |                                                           |  |  | Inter-zone Montréal, Canada (gazon ext.) | Inter-zone Montréal, Canada (gazon ext.) |
|  | Nouvelle-Zélande                                                                     | 0                                                                                    |                                                       |                                         |                                                             |                                                             |  |  |                                                           |                                                           |  |  | Inter-zone Montréal, Canada (gazon ext.) | Inter-zone Montréal, Canada (gazon ext.) |
|  | Nouvelle-Zélande                                                                     | 0                                                                                    | Tchécoslovaquie                                       | 4                                       |                                                             |                                                             |  |  |                                                           |                                                           |  |  | Inter-zone Montréal, Canada (gazon ext.) | Inter-zone Montréal, Canada (gazon ext.) |
|  | Quart de finale Europe (30 mai - 1er juin) Paris, France (terre battue ext.)         |                                                                                      | Tchécoslovaquie                                       | 4                                       |                                                             |                                                             |  |  |                                                           |                                                           |  |  | Inter-zone Montréal, Canada (gazon ext.) | Inter-zone Montréal, Canada (gazon ext.) |
|  |                                                                                      | France                                                                               | 0                                                     |                                         |                                                             |                                                             |  |  |                                                           |                                                           |  |  | Inter-zone Montréal, Canada (gazon ext.) | Inter-zone Montréal, Canada (gazon ext.) |
|  | France                                                                               | France                                                                               | 0                                                     | 5                                       |                                                             |                                                             |  |  |                                                           |                                                           |  |  | Inter-zone Montréal, Canada (gazon ext.) | Inter-zone Montréal, Canada (gazon ext.) |
|  | France                                                                               |                                                                                      |                                                       | 5                                       |                                                             |                                                             |  |  |                                                           |                                                           |  |  | Inter-zone Montréal, Canada (gazon ext.) | Inter-zone Montréal, Canada (gazon ext.) |
|  | Monaco                                                                               | 0                                                                                    |                                                       |                                         |                                                             |                                                             |  |  |                                                           |                                                           |  |  | Inter-zone Montréal, Canada (gazon ext.) | Inter-zone Montréal, Canada (gazon ext.) |
|  | Monaco                                                                               | 0                                                                                    | Tchécoslovaquie                                       | 1                                       |                                                             |                                                             |  |  |                                                           |                                                           |  |  |                                          |                                          |
|  |                                                                                      |                                                                                      | Tchécoslovaquie                                       | 1                                       |                                                             |                                                             |  |  |                                                           |                                                           |  |  |                                          |                                          |
|  |                                                                                      | Australie                                                                            | 4                                                     |                                         |                                                             |                                                             |  |  |                                                           |                                                           |  |  |                                          |                                          |
|  | Canada                                                                               | Australie                                                                            | 4                                                     |                                         |                                                             |                                                             |  |  |                                                           |                                                           |  |  |                                          |                                          |
|  |                                                                                      |                                                                                      |                                                       |                                         |                                                             |                                                             |  |  |                                                           |                                                           |  |  |                                          |                                          |
|  | Bye                                                                                  |                                                                                      |                                                       |                                         |                                                             |                                                             |  |  |                                                           |                                                           |  |  |                                          |                                          |
|  | Canada                                                                               |                                                                                      |                                                       |                                         |                                                             |                                                             |  |  |                                                           |                                                           |  |  |                                          |                                          |
|  |                                                                                      |                                                                                      |                                                       |                                         |                                                             |                                                             |  |  |                                                           |                                                           |  |  |                                          |                                          |
|  |                                                                                      | Bye                                                                                  |                                                       |                                         |                                                             |                                                             |  |  |                                                           |                                                           |  |  |                                          |                                          |
|  |                                                                                      |                                                                                      |                                                       |                                         |                                                             |                                                             |  |  |                                                           |                                                           |  |  |                                          |                                          |
|  |                                                                                      |                                                                                      |                                                       |                                         |                                                             |                                                             |  |  |                                                           |                                                           |  |  |                                          |                                          |
|  |                                                                                      |                                                                                      |                                                       |                                         |                                                             |                                                             |  |  |                                                           |                                                           |  |  |                                          |                                          |
|  | Canada                                                                               | 0                                                                                    |                                                       |                                         |                                                             |                                                             |  |  |                                                           |                                                           |  |  |                                          |                                          |
|  | Canada                                                                               | 0                                                                                    |                                                       |                                         |                                                             |                                                             |  |  |                                                           |                                                           |  |  |                                          |                                          |
|  |                                                                                      | Australie                                                                            | 5                                                     |                                         |                                                             |                                                             |  |  |                                                           |                                                           |  |  |                                          |                                          |
|  | Australie                                                                            | Australie                                                                            | 5                                                     |                                         |                                                             |                                                             |  |  |                                                           |                                                           |  |  |                                          |                                          |
|  |                                                                                      |                                                                                      |                                                       |                                         |                                                             |                                                             |  |  |                                                           |                                                           |  |  |                                          |                                          |
|  | Bye                                                                                  |                                                                                      |                                                       | Challenge round 30 août - 1er septembre | Challenge round 30 août - 1er septembre                     |                                                             |  |  |                                                           |                                                           |  |  |                                          |                                          |
|  | Bye                                                                                  | Australie                                                                            |                                                       | Challenge round 30 août - 1er septembre | Challenge round 30 août - 1er septembre                     |                                                             |  |  |                                                           |                                                           |  |  |                                          |                                          |
|  |                                                                                      |                                                                                      | Challenge round New York, NY, États-Unis (gazon ext.) |                                         |                                                             |                                                             |  |  |                                                           |                                                           |  |  |                                          |                                          |
|  |                                                                                      | Bye                                                                                  |                                                       |                                         |                                                             |                                                             |  |  |                                                           |                                                           |  |  |                                          |                                          |
|  |                                                                                      |                                                                                      | États-Unis                                            | 4                                       |                                                             |                                                             |  |  |                                                           |                                                           |  |  |                                          |                                          |
|  |                                                                                      |                                                                                      | États-Unis                                            | 4                                       |                                                             |                                                             |  |  |                                                           |                                                           |  |  |                                          |                                          |
|  |                                                                                      |                                                                                      |                                                       | Australie                               | 1                                                           |                                                             |  |  |                                                           |                                                           |  |  |                                          |                                          |
|  |                                                                                      |                                                                                      |                                                       | Australie                               | 1                                                           |                                                             |  |  |                                                           |                                                           |  |  |                                          |                                          |

### Matchs détaillés

#### Huitièmes de finale
Les "huitièmes de finale mondiaux" correspondent aux quart de finales des zones continentales.

#### Quarts de finale
Les "quarts de finale mondiaux" correspondent aux demi-finales des zones continentales.

#### Demi-finales
Les "demi-finales mondiales" correspondent aux finales des zones continentales.

#### Finale du tout venant
| | Australie | 4                                 | - | 1 | Tchécoslovaquie |   |   |
| --- | --------- | --------------------------------- | - | - | --------------- | - | - |
| Mount Royal T.C., Montréal, Canada |           |                                   |   |   |                 |   |   |
| du 14 au 16 août 1947 sur gazon (ext.) |           |                                   |   |   |                 |   |   |
| \| 1 \| \| John Bromwich \| 6 \| 6 \| 6 \| \| \| \| 1 \| \| Vladimír Černík \| 1 \| 1 \| 1 \| \| \| \| 2 \| \| Dinny Pails \| 3 \| 4 \| 6 \| 4 \| \| \| 2 \| \| Jaroslav Drobný \| 6 \| 6 \| 4 \| 6 \| \| \| 3 \| \| John Bromwich - Colin Long \| 6 \| 6 \| 6 \| \| \| \| 3 \| \| Vladimír Černík - Jaroslav Drobný \| 2 \| 2 \| 2 \| \| \| \| \| \| \| \| \| \| \| \| \| 4 \| \| John Bromwich \| 6 \| 7 \| 6 \| \| \| \| 4 \| \| Jaroslav Drobný \| 2 \| 5 \| 4 \| \| \| \| \| \| \| \| \| \| \| \| \| 5 \| \| Dinny Pails \| 6 \| 4 \| 3 \| 6 \| 6 \| \| 5 \| \| Vladimír Černík \| 3 \| 6 \| 6 \| 2 \| 3 \| \| \| \| \| \| \| \| \| \| |           |                                   |   |   |                 |   |   |
| 1 |           | John Bromwich                     | 6 | 6 | 6               |   |   |
| 1 |           | Vladimír Černík                   | 1 | 1 | 1               |   |   |
| 2 |           | Dinny Pails                       | 3 | 4 | 6               | 4 |   |
| 2 |           | Jaroslav Drobný                   | 6 | 6 | 4               | 6 |   |
| 3 |           | John Bromwich - Colin Long        | 6 | 6 | 6               |   |   |
| 3 |           | Vladimír Černík - Jaroslav Drobný | 2 | 2 | 2               |   |   |
| |           |                                   |   |   |                 |   |   |
| 4 |           | John Bromwich                     | 6 | 7 | 6               |   |   |
| 4 |           | Jaroslav Drobný                   | 2 | 5 | 4               |   |   |
| |           |                                   |   |   |                 |   |   |
| 5 |           | Dinny Pails                       | 6 | 4 | 3               | 6 | 6 |
| 5 |           | Vladimír Černík                   | 3 | 6 | 6               | 2 | 3 |
| |           |                                   |   |   |                 |   |   |

#### Challenge Round
La finale de la Coupe Davis 1947 se joue entre les États-Unis et l'Australie.
| | États-Unis | 4                           | - | 1 | Australie |    |    |
| --- | ---------- | --------------------------- | - | - | --------- | -- | -- |
| West Side T.C., New York, NY, États-Unis |            |                             |   |   |           |    |    |
| du 30 août au 1er septembre 1947 sur gazon (ext.) |            |                             |   |   |           |    |    |
| \| 1 \| \| Jack Kramer \| 6 \| 6 \| 6 \| \| \| \| 1 \| \| Dinny Pails \| 2 \| 1 \| 2 \| \| \| \| 2 \| \| Ted Schroeder \| 6 \| 5 \| 6 \| 6 \| \| \| 2 \| \| John Bromwich \| 4 \| 7 \| 3 \| 4 \| \| \| 3 \| \| Jack Kramer - Ted Schroeder \| 4 \| 6 \| 2 \| 4 \| \| \| 3 \| \| John Bromwich - Colin Long \| 6 \| 2 \| 6 \| 6 \| \| \| \| \| \| \| \| \| \| \| \| 4 \| \| Ted Schroeder \| 6 \| 8 \| 4 \| 9 \| 10 \| \| 4 \| \| Dinny Pails \| 3 \| 6 \| 6 \| 11 \| 8 \| \| \| \| \| \| \| \| \| \| \| 5 \| \| Jack Kramer \| 6 \| 6 \| 6 \| \| \| \| 5 \| \| John Bromwich \| 3 \| 2 \| 2 \| \| \| \| \| \| \| \| \| \| \| \| |            |                             |   |   |           |    |    |
| 1 |            | Jack Kramer                 | 6 | 6 | 6         |    |    |
| 1 |            | Dinny Pails                 | 2 | 1 | 2         |    |    |
| 2 |            | Ted Schroeder               | 6 | 5 | 6         | 6  |    |
| 2 |            | John Bromwich               | 4 | 7 | 3         | 4  |    |
| 3 |            | Jack Kramer - Ted Schroeder | 4 | 6 | 2         | 4  |    |
| 3 |            | John Bromwich - Colin Long  | 6 | 2 | 6         | 6  |    |
| |            |                             |   |   |           |    |    |
| 4 |            | Ted Schroeder               | 6 | 8 | 4         | 9  | 10 |
| 4 |            | Dinny Pails                 | 3 | 6 | 6         | 11 | 8  |
| |            |                             |   |   |           |    |    |
| 5 |            | Jack Kramer                 | 6 | 6 | 6         |    |    |
| 5 |            | John Bromwich               | 3 | 2 | 2         |    |    |
| |            |                             |   |   |           |    |    |